# Bohdan Paczyński
Bohdan Paczyński ou Bohdan Paczynski (Vilnius, 8 de fevereiro de 1940 — Princeton, 19 de abril de 2007) foi um astrônomo polonês.
Paczyński é originário de uma família de um advogado e de uma professora de literatura polonesa. Em 1945 sua família estabeleceu-se em Cracóvia, e em 1949 em Varsóvia. Com dezoito anos Paczyński publicou seu primeiro artigo científico na Acta Astronomica. Entre 1959 e 1962 estudou astronomia na Universidade de Varsóvia. Dois anos depois recebeu um doutorado, orientado por Stefan Piotrowski e Włodzimierz Zonn.
Em 1962 Paczyński tornou-se membro do Centro de Astronomia da Academia Polonesa de Ciências, onde continuou a trabalhar por quase 20 anos. Em 1974 obteve a habilitação e em 1979 tornou-se professor. Devido a seus trabalhos sobre astronomia teórica, com 36 anos de idade, foi o mais jovem membro da Academia Polonesa de Ciências.
Em 1981 Paczyński visitou o Estados Unidos, onde apresentou uma série de palestras no Caltech para ex-estagiários em seu instituto baseado em Varsóvia. Após a introdução da lei marcial na Polónia, decidiu ficar no Estados Unidos.
Paczyński foi o iniciador da Optical Experiment lente gravitacional (OGLE, liderado por Andrzej Udalski do Observatório da Universidade de Varsóvia) e All Sky Survey Automated (ASAS, criado juntamente com Grzegorz Pojmański ).
Seus novos métodos de descoberta de objetos cósmicos e medição de sua massa usando lentes gravitacionais fez ele ganhar reconhecimento internacional, sendo ele o inventor do termo microlente . Ele também foi um dos primeiros defensores da ideia de que explosões de raios gama são a distâncias cosmológicas.
Sua pesquisa concentrou-se na evolução estelar, lentes gravitacionais, microlente gravitacional, estrelas variáveis, as explosões de raios gama e na estrutura galáctica .
Em 1999, ele se tornou o primeiro astrônomo a receber todos os três principais prêmios da Royal Astronomical Society , ao vencer a medalha de ouro, tendo conquistado a medalha de Eddington em 1987 e George Darwin Lectureship em 1995. [2]
Ele foi homenageado com o título de doutor honoris causa pela Universidade de Wroclaw, na Polónia (em 29 de junho de 2005) e Nicolaus Copernicus University em Toruń na Polónia (em 22 de setembro de 2006).
Morreu vitimado por câncer no cérebro em 19 de abril de 2007, em Princeton, Nova Jersey.